# Hydrangea sargentiana
Hydrangea sargentiana är en hortensiaväxtart som beskrevs av Alfred Rehder. Hydrangea sargentiana ingår i släktet hortensior, och familjen hortensiaväxter. Inga underarter finns listade i Catalogue of Life.

## Bildgalleri

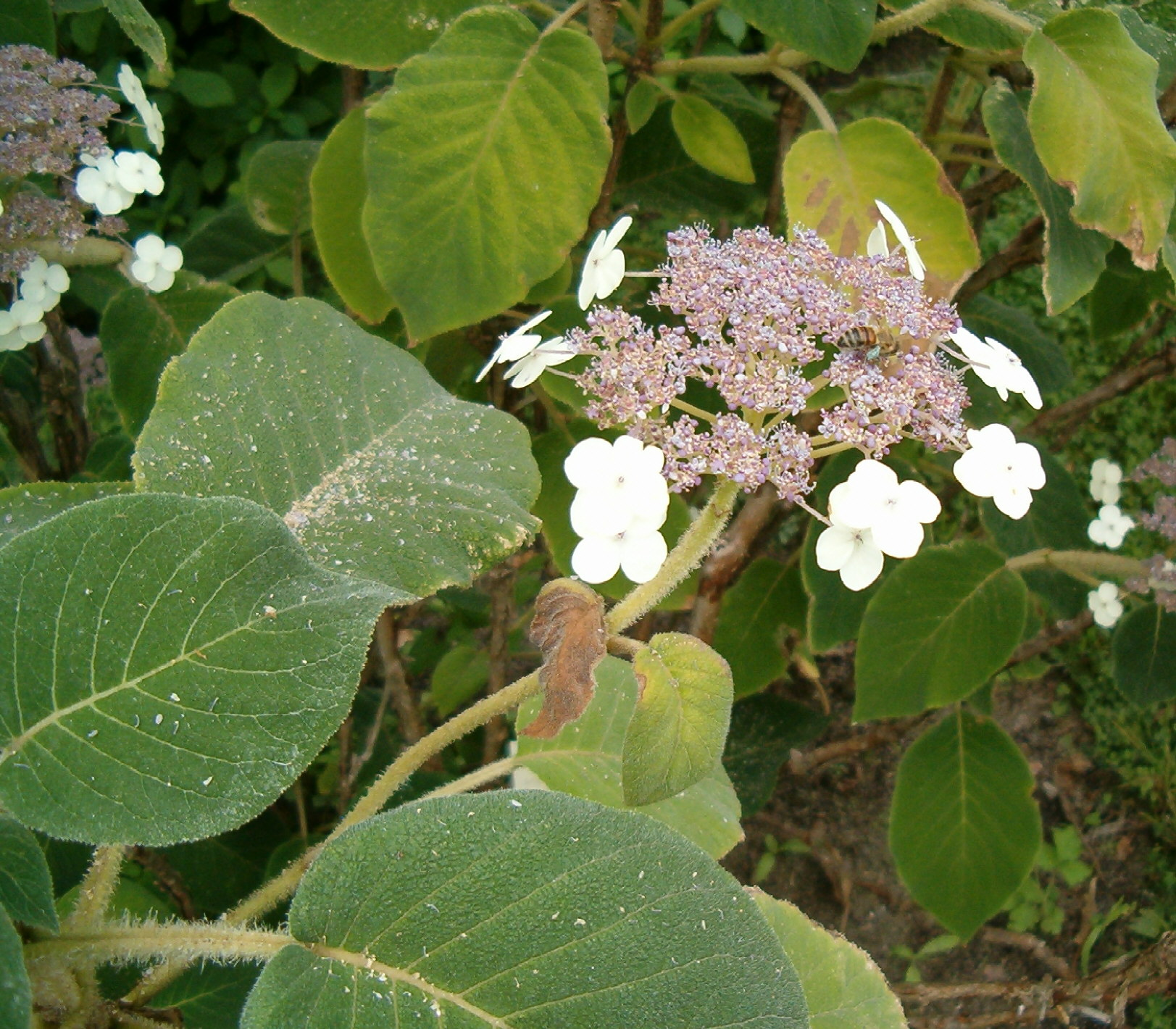
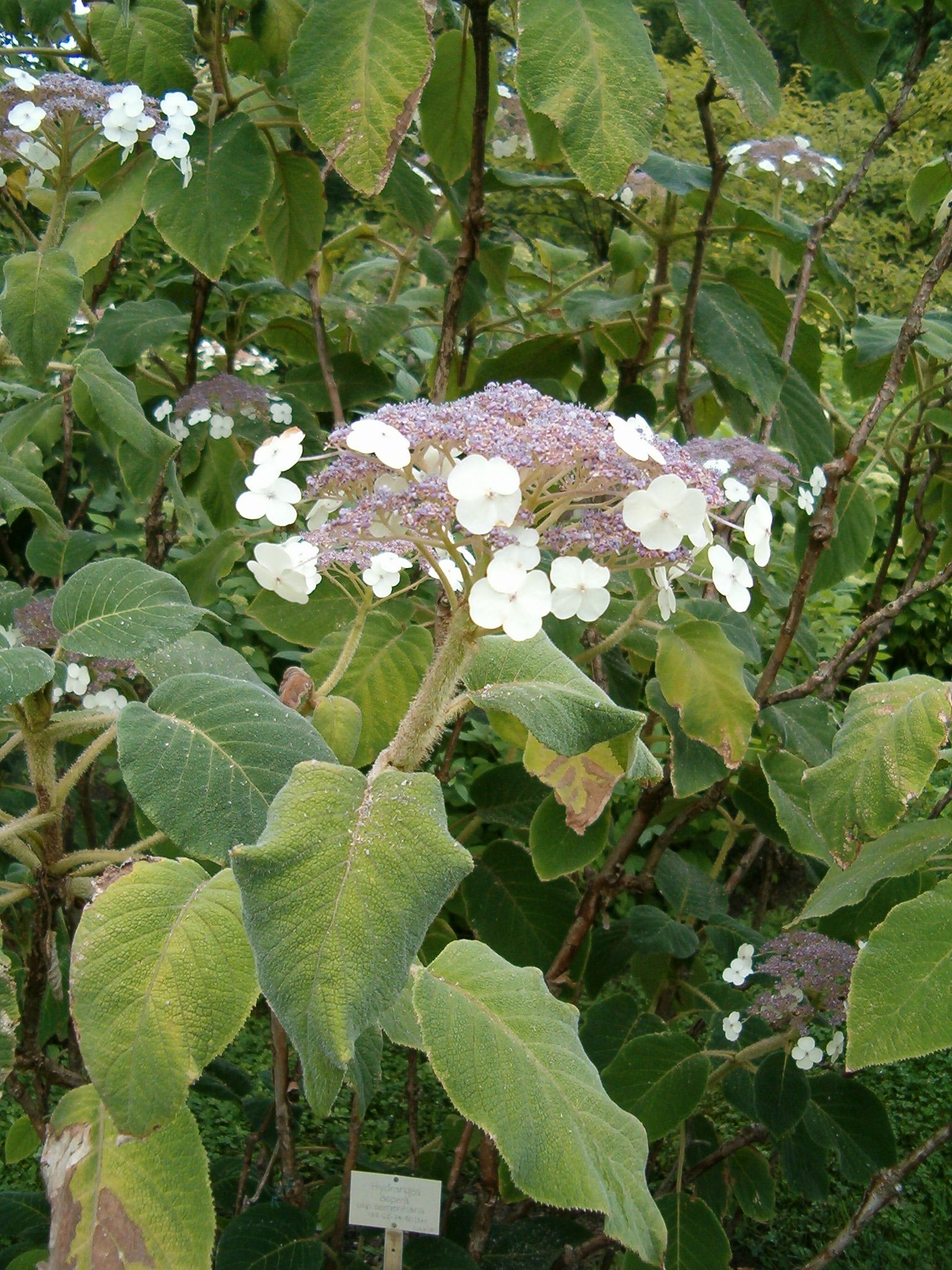
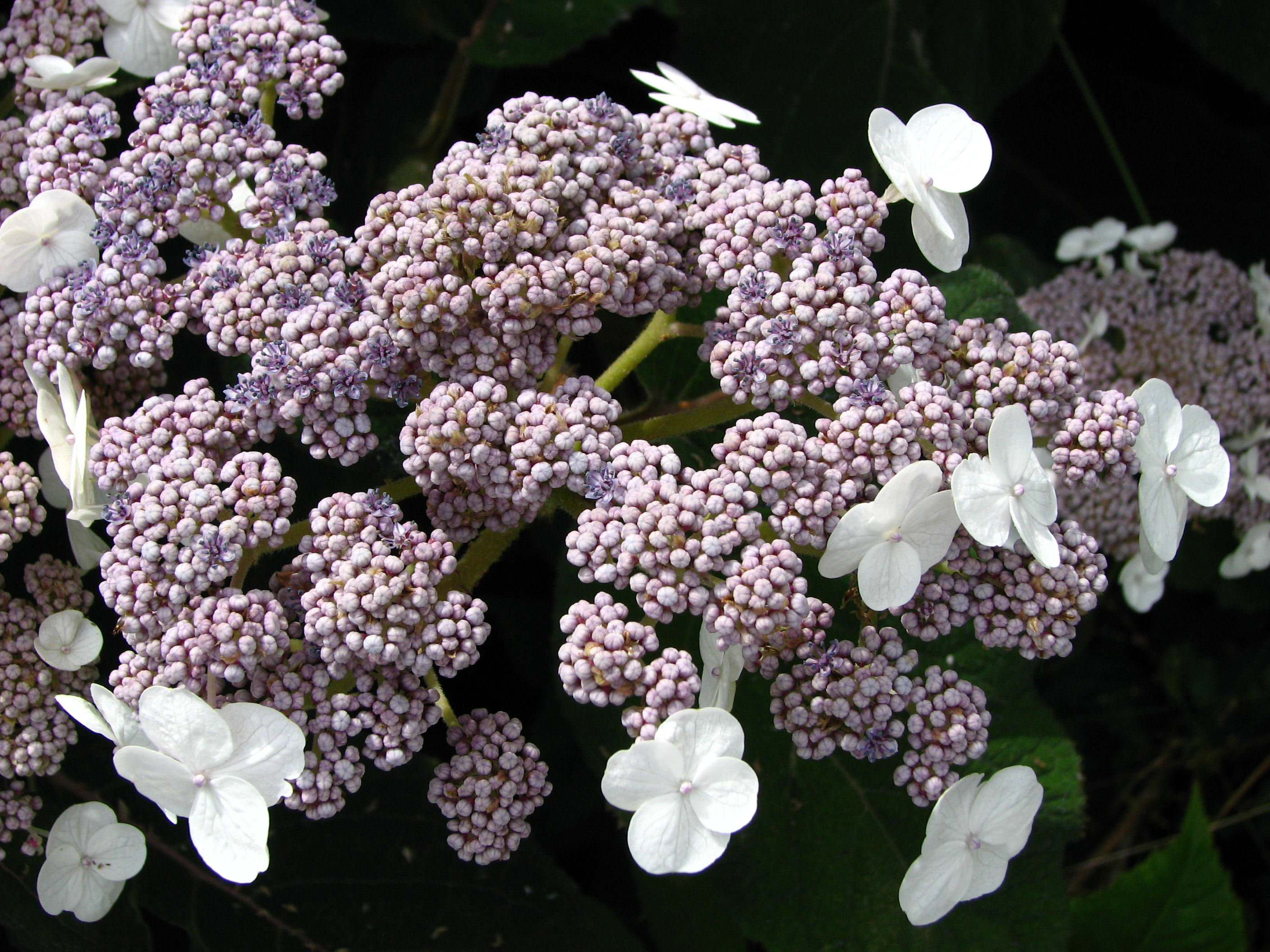
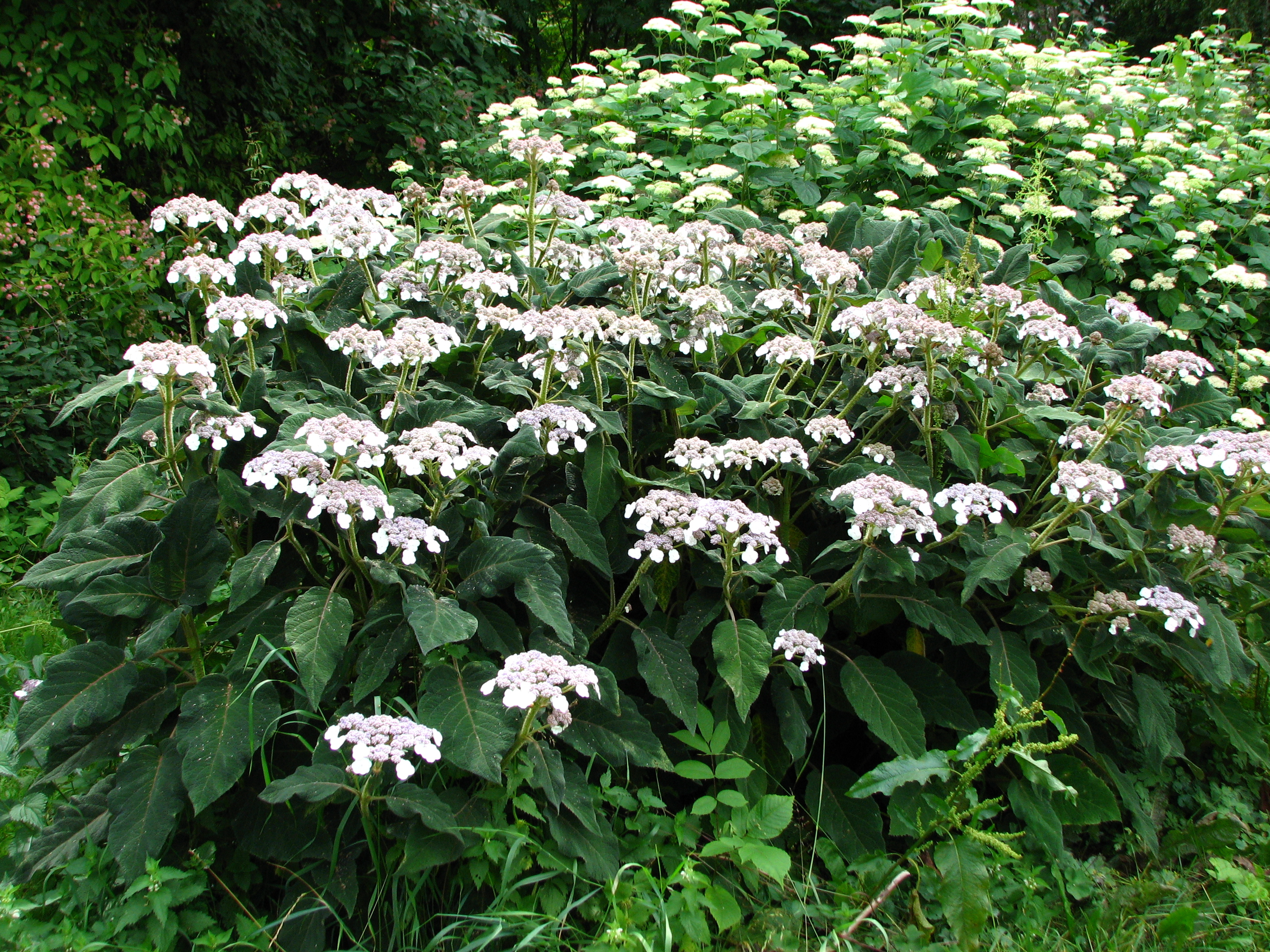